# Liste des matchs de l'équipe du Yémen du Sud de football par adversaire
Cette liste présente les matchs de l'équipe du Yémen du Sud de football par adversaire rencontré.
- Haut – A
- B
- C
- D
- E
- F
- G
- H
- I
- J
- K
- L
- M
- N
- O
- P
- Q
- R
- S
- T
- U
- V
- W
- X
- Y
- Z

## A

### Algérie
| Date            | Lieu            | Match                  | Score | Compétition  |
| 10 janvier 1972 | Bagdad, Irak    | Yémen du Sud - Algérie | 1-4   | Match amical |
| 17 août 1973    | Benghazi, Libye | Algérie - Yémen du Sud | 15-1  | Match amical |

#### Bilan
- Total de matchs disputés : 2
- Victoires du Yémen du Sud : 0 (BP : 2 / BC : 19)
- Victoires de l'Algérie : 2 (BP : 19 / BC : 2)
- Matchs nuls : 0

## M

### Maroc
| Date            | Lieu  | Match                | Score | Compétition    |
| 14 octobre 1976 | Syrie | Maroc - Yémen du Sud | 4-0   | Jeux Panarabes |

#### Bilan
- Total de matchs disputés : 1
- Victoires de l'équipe du Yémen du Sud : 0 (0 %)
- Victoires de l'équipe du Maroc : 1 (100 %)
- Match nul : 0 (0 %)